# La Cordonnière
Pour plus de détails, voir Fiche technique et Distribution.
La Cordonnière est un film québécois réalisé par François Bouvier sorti en 2023 et mettant en vedette Rose-Marie Perreault, Pierre-Yves Cardinal, Nicolas Fontaine et Élise Guilbault.
Le film est inspiré de la série de romans éponyme de Pauline Gill.

## Fiche technique
Source : IMDb et Films du Québec
- Titre original : La Cordonnière
- Réalisation : François Bouvier
- Scénario : Sylvain Guy, d'après la série La Cordonnière de Pauline Gill
- Musique : Benoît Charest
- Direction artistique : Marie-Claude Gosselin
- Costumes : Mariane Carter
- Maquillage : Marie-France Guy
- Coiffure : Richard Hansen
- Photographie : François Dutil
- Son : Maxime Dumesnil, Michel B. Bordeleau, Louis Gignac
- Montage : Michel Arcand
- Production : Valérie d'Auteuil, André Rouleau
- Société de production : Caramel Films
- Société de distribution : Les Films Opale
- Budget : 8 à 8,5 millions $ CA
- Pays de production :  Canada
- Tournage : automne 2020, automne 2021 et hiver 2021-2022 (31 jours en tout)
- Langue originale : français
- Format : couleur
- Genre : drame sentimental
- Durée : 104 minutes
- Dates de sortie :
  - Canada : 2 mars 2023 (premières au cinéma Carrefour du Nord à Saint-Jérôme et au cinéma Pine à Sainte-Adèle)[2]
  - Canada : 13 mars 2023 (première montréalaise au cinéma Impérial)[3]
  - Canada : 17 mars 2023 (sortie en salle au Québec)
  - Canada : 16 mai 2023 (VSD)
- Classification :
  - Québec : Visa général[4]

## Distribution
- Rose-Marie Perreault : Victoire Du Sault, (Victoire Dufresne après son mariage)
- Pierre-Yves Cardinal : Georges-Noël Dufresne
- Nicolas Fontaine : Thomas Dufresne à 9 ans
- Élise Guilbault : Victoire Dufresne à 60 ans
- Madeleine Péloquin : Domithilde Houle
- Jeff Boudreault : Rémi Du Sault, père de Victoire
- Anick Lemay : Françoise Du Sault, mère de Victoire
- Henri Picard : Ferdinand Dufresne
- Frédéric Millaire-Zouvi : Oscar
- Antoine Pilon : Marius Dufresne
- Martin Larocque : Euchariste Garceau
- Louis-Georges Girard : crieur public
- Samuel Bouchard : Ovide Le Sieur
- Janie Faucher-Roy : Georgina Dufresne
- Gabriel Sabourin : Jo Milo
- Éric Cabana : Ubald Berthiaume
- Marcel Sabourin : Jo Milo (vieux)
- Frédérick De Grandpré : Thomas Dufresne